# Advanced Power Management
Pour les articles homonymes, voir APM.
 (octobre 2012).
Si vous disposez d'ouvrages ou d'articles de référence ou si vous connaissez des sites web de qualité traitant du thème abordé ici, merci de compléter l'article en donnant les références utiles à sa vérifiabilité et en les liant à la section « Notes et références ».
L´Advanced Power Management ou APM (gestion étendue de l'alimentation) est une interface de programmation (API) développée en collaboration par Intel et Microsoft.
Celle-ci permet au BIOS de gérer l'alimentation du système, réduire la cadence du CPU, désactiver certains périphériques après une période d'inactivité (lecteurs de disques-dur, CD-ROM...). L'APM permet ainsi une économie d'énergie.
Aujourd'hui la norme utilisée pour la gestion de l'énergie est l'ACPI, qui a remplacé l'APM.

## Linux
Dans le paramétrage du noyau Linux (avant sa génération), une liste de paramètres pour la gestion de l'énergie ACPI et APM est proposée.
Si l'APM (paramètre CONFIG_APM) est configuré (cas d'un ordinateur relativement ancien), alors il y a sept paramètres à configurer :
1. Ignore user suspend
2. activation
3. Occupation processeur
4. display blank
5. Horloge temps réel (real-time clock) à l'heure UTC
6. Permettre INTS
7. Power Off en mode réel

Chacun de ces sept paramètres peut prendre trois valeurs :
- désactivé ;
- inclus dans le noyau ;
- inclus dans un module chargeable dynamiquement par le noyau.

## Windows
Le support de APM n'est plus assuré à partir de Windows Vista, sorti en 2007.